# Chinees Taipei op de Olympische Winterspelen 2014
Chinees Taipei was een van de landen die deelnam aan de Olympische Winterspelen 2014 in Sotsji, Rusland.

## Deelnemers en resultaten
(m) = mannen, (v) = vrouwen 

### Rodelen
| Olympiër   | Onderdeel | Resultaat | Prestatie                                                                                                |
| ---------- | --------- | --------- | --- |
| Lien Te-An | enkel (m) | 39e       | Totaal: 3.48,091 run 1: 1.02,961 (39e) run 2: 1.55,315 (39e) run 3: 1.55,387 (38e) run 4: 1.54,528 (39e) |

### Schaatsen
| Olympiër        | Onderdeel  | Resultaat | Prestatie             |
| --------------- | ---------- | --------- | --------------------- |
| Sung Ching-Yang | 500 m (m)  | 33e       | 71,36 (35,73 + 35.63) |
| Sung Ching-Yang | 1000 m (m) | 40e       | 1.13,79 (+5,40)       |

### Shorttrack
| Olympiër            | Onderdeel  | Resultaat | Prestatie             |
| ------------------- | ---------- | --------- | --------------------- |
| Mackenzie Blackburn | 500 m (m)  | 23e       | heat 7: 1.42,337 (3e) |
| Mackenzie Blackburn | 1000 m (m) | 23e       | heat 2: 1.26,814 (3e) |